# The Dickies
The Dickies sind eine amerikanische Punkband aus Kalifornien, die 1977 gegründet wurde und bis heute ununterbrochen besteht. Zu Beginn ihrer Karriere wurde der Musikstil der Dickies maßgeblich von der Musik der New Yorker Punkband Ramones beeinflusst und ähnelt ihr bis heute hinsichtlich humorvoller Liedtexte, hohem Spieltempo und ausgeprägten Melodien. Hauptsächlich beschäftigen sich die Dickies jedoch mit schnell gespielten Interpretationen bekannter Pop-Songs, sogenanntem Up-Tempo-Punk. Die Eigenkompositionen der Dickies zeichnen sich durch eine höhere Komplexität und größere Stilvielfalt auf. Das Musiklexikon Punk! bezeichnet die Dickies in seiner vierten Auflage aus dem Jahr 2003 als „wahrscheinlich schnellste Punkband der Welt“.

## Geschichte
Die Besetzung der Band wechselte im Laufe der Jahre sehr häufig. Die einzigen ununterbrochen der Band angehörenden und noch heute aktiven Gründungsmitglieder sind Leonard Graves Phillips (Gesang) und Stan Lee (Gitarre). Die musikalischen Aktivitäten der Band waren im Laufe ihrer Karriere mehrmals für einige Zeit unterbrochen; da die Gruppe jedoch auch in Zeiten längerer Inaktivität nie offiziell aufgelöst wurde, kann sie mittlerweile als eine der „dienstältesten“ noch aktiven Punkbands gelten.

## Werk
Ein besonderes Charakteristikum des Werks der Dickies ist ihr bereits auf dem Debütalbum erkennbarer Hang zu für das Genre hohen Tempi sowie zu Witzeleien und zur Parodie, beginnend bereits beim Bandnamen The Dickies selbst (auf Deutsch in etwa: „Die Pimmelchen“). Dementsprechend formt das seit etwa Ende der 1980er-Jahre benutzte Bandlogo aus den Buchstaben des Namens die kalligraphische Darstellung eines (schlaffen) Penis und Hodensacks. Ein ähnlich phallischer Humor findet sich vereinzelt auch im musikalischen Repertoire der Band, so zum Beispiel in Stücken wie If Stuart Could Talk (in welchem der Penis des Sängers eine imaginäre Rede hält), Going Homo und Gigantor.
Ein weiteres typisches Merkmal des Musikrepertoires der Dickies sind ihre Punk-Coverversionen von teils berühmten Stücken anderer Bands, die im Vergleich zu den Originalversionen von den Dickies jedoch stets in sehr schnellem Tempo gespielt werden. Ein prominentes Beispiel ist Nights In White Satin von The Moody Blues; im Original eine getragene Ballade, deren romantische Textaussage in der Version der Dickies durch hohe Spielgeschwindigkeit und Punk-typische, verzerrte E-Gitarrenklänge verfremdet und ad absurdum geführt wird.
Eines der bekanntesten Lieder und das erfolgreichste Stück der Band ist ihre im selben Stil gespielte Interpretation von Banana Splits („The Tra La La Song“), zuerst 1979 als Single veröffentlicht. Das Lied ist ursprünglich eine in englischsprachigen Ländern verbreitete Erkennungsmelodie des Saturday morning cartoons The Banana Splits Adventure Hour und erreichte in der Dickies-Version im selben Jahr Platz 5 in den englischen Charts. Das Lied ist ein Teil der Filmmusik in der Superheldenkomödie Kick-Ass.
Der Humor der Band ist darüber hinaus auch auf den Hüllen der von ihnen veröffentlichten Alben präsent. So stellen beispielsweise die Titel ihrer ersten beiden Alben samt auf deren Hüllen abgedruckter Fotos parodistische Anspielungen auf populäre US-amerikanische Kinofilme dar: Der Titel des Debütalbums The Incredible Shrinking Dickies und dessen Coverfotos spielen auf den Science-Fiction-Thriller The Incredible Shrinking Man von 1957 an (deutscher Filmtitel: Die unglaubliche Geschichte des Mister C.), während Name und grafische Gestaltung des Folgealbums Dawn of the Dickies den populären US-Horrorfilm Dawn of the Dead von 1978 (deutscher Titel: Zombie) karikieren. Titel späterer Alben machen sich über Terrorangst lustig (Stukas Over Disneyland) sowie über umgangssprachliche Redewendungen (Dogs from the Hare That Bit Us, eine Verballhornung der Redewendung „hair from the dog that bit me“, sinngemäß etwa: „ein an den Haaren herbeigezogener Beweis“, und Second Coming, das sowohl eine Wiederkehr Jesu Christi meinen kann als auch einen zweiten Orgasmus).

## Trivia
Dickies-Gitarrist Stan Lee ist bekannt für sein Markenzeichen, eine zitronengelbe E-Gitarre des Typs Gibson SG, deren Korpus-Vorderseite, um auf die Namensgleichheit ihres Besitzers mit dem bekannten US-Comicautor hinzuweisen, mit einem großformatigen Spider-Man-Aufkleber verziert ist.

## Diskografie

### Studioalben
- 1978: The Incredible Shrinking Dickies (A&M)
- 1979: Dawn of the Dickies (A&M)
- 1983: Stukas Over Disneyland (PVC, Closer)
- 1988: Killer Clowns from Outer Space (EP, Enigma)
- 1989: Second Coming (Enigma)
- 1994: Idjit Savant (Triple X Records)
- 2001: All This and Puppet Stew (Fat Wreck Chords)

### Kompilationen und Livealben
- 1986: We Aren’t the World – live (Roir)
- 1989: Great Dictations (A&M)
- 1991: Locked ‘n’ Loaded (live, Receiver)
- 1998: Dogs from the Hare That Bit Us (Triple X Records)
- 1999: Still Got Live Even If You Don’t Want It (Roir)
- 2002: Punk Singles Collection (Spectrum Music)
- 2002: Live in London (Castle Music)

### Singles
- 1978: Paranoid/Hideous/You Drive Me Ape (You Big Gorilla) (A&M Records, nur USA)
- 1978: Paranoid/I’m OK, You’re OK (A&M Records, nur UK)
- 1978: Eve of Destruction/Doggie Do (A&M Records)
- 1978: Give It Back/You Drive Me Ape (A&M Records, nur UK)
- 1979: Banana Splits/Hideous/Got It at the Store (A&M Records, nur UK, UK-Charts Platz 5)
- 1979: Nights in White Satin (A&M Records, nur UK, UK-Charts Platz 39)
- 1979: Fanmail/Tricia Toyota (A&M Records)
- 1980: Banana Splits/Sounds of Silence (A&M Records, nur USA)
- 1980: Gigantor/Bowling with Bedrock Barney (A&M Records)
- 1990: Just Say Yes/Ayatollah You So/Dead Heat (Overground Records)

### Videoalben
- 1991: Dickies over Stukaland (Tribal Video, PAL, Live-Aufnahmen der Europatournee 1990 sowie Interviews)